# Francis Nganga
Pour les articles homonymes, voir Francis N'ganga et Nganga.
Francis Nganga est un joueur français de volley-ball né le 18 juillet 1984 à Rennes (Ille-et-Vilaine). Il mesure 1,94 m et joue central.

## Clubs
| Club              | Pays   | De        | À         |
| ----------------- | ------ | --------- | --------- |
| Rennes Volley 35  | France | 2002-2003 | 2007-2008 |
| Saint-Brieuc CAVB | France | 2008-2009 | 2008-2009 |
| Narbonne Volley   | France | 2009-2010 | 2009-2010 |
| AS Cannes         | France | 2010-2011 | 2012-2013 |
| Nice Volley-Ball  | France | 2013-2014 | …         |

## Palmarès
Vice Champion d'Europe juniors 2002